# Leguizamón
Leguizamón es una localidad situada en el departamento Presidente Roque Sáenz Peña, provincia de Córdoba, Argentina.
Se encuentra ubicada a 310 km de la Ciudad de Córdoba, sobre la Ruta Nacional 7.
La principal actividad económica es la agricultura seguida por la ganadería, siendo el principal cultivo la soja.
El clima de la localidad es templado con estación seca, registrándose unas precipitaciones anuales de 700 mm aproximadamente.

## Población
Cuenta con 53 habitantes (Indec, 2010), lo que representa un descenso del 7% frente a los 57 habitantes (Indec, 2001) del censo anterior.
| Gráfica de evolución demográfica de Leguizamón entre 1991 y 2010 |
|                                                                  |
| Fuente: Censos nacionales del INDEC                              |